# エドワード・ウィンフィールド (第2代ポーズコート子爵)

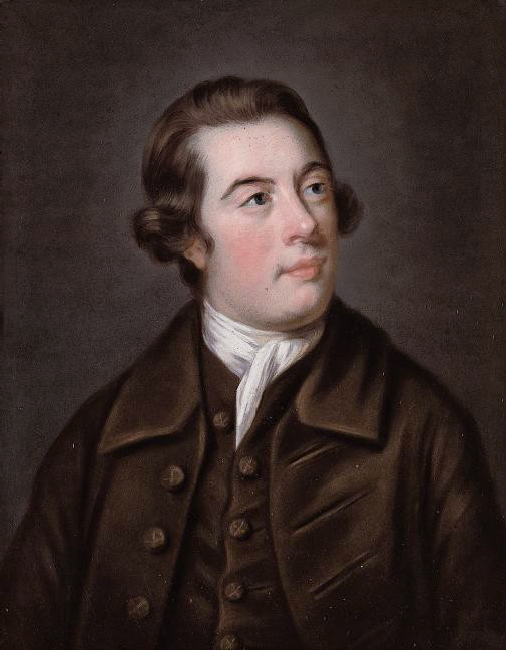
第2代ポーズコート子爵エドワード・ウィンフィールド

第2代ポーズコート子爵エドワード・ウィンフィールド（英語: Edward Wingfield, 2nd Viscount Powerscourt、1729年10月23日 – 1764年5月6日）は、アイルランド貴族、グレートブリテン王国の政治家。

## 生涯
初代ポーズコート子爵リチャード・ウィンフィールドと2人目の妻ドロシー・ベレスフォード・ローリー（Dorothy Beresford Rowley、1785年7月21日没、ハーキュリーズ・ローリーの娘）の長男として、1729年10月23日にダブリンで生まれた。1746年4月18日にダブリン大学トリニティ・カレッジに入学、同年6月27日にミドル・テンプルに入学した。1748年10月3日にケンブリッジ大学セント・ジョンズ・カレッジに移り、1749年にM.A.の学位を修得した。1750年1月18日、インナー・テンプルに入学した。
1751年10月21日に父が死去すると、ポーズコート子爵位を継承、1762年2月15日にアイルランド貴族院議員に就任した。
1756年12月、ストックブリッジ選挙区の補欠選挙で当選して庶民院議員になった。ストックブリッジ選挙区選出議員の1人であるサー・ジョージ・ヘイが1756年に下級海軍卿（Lord of Admiralty）に就任したことが補欠選挙の原因であり、ヘイは再選を目指して法務長官のサー・ロバート・ヘンリーの支持を求めたが、ヘンリーはストックブリッジ選挙区を掌握しなくなり、代わりにヘンリー・フォックスの支持を求めるよう助言した。しかしヘイはフォックスの支持を求めず、フォックスは第20代キルデア伯爵ジェームズ・フィッツジェラルドの勧めもあり友人であるポーズコート子爵を当選させた。しかし、ポーズコート子爵は病気にかかり、1760年夏に再選を目指さないことをフォックスに表明した。
1764年5月6日に生涯未婚のままロンドンで死去、弟リチャードが爵位を継承した。